# Tykvovité
Tykvovité (Cucurbitaceae) je čeleď vyšších dvouděložných rostlin z řádu tykvotvaré (Cucurbitales). Čeleď zahrnuje asi 850 druhů ve 118 rodech a vyskytuje se po celém světě mimo nejchladnějších pásem. Jsou to převážně popínavé byliny s úponky, najdou se ale mezi nimi i dřevnaté liány, vzpřímené sukulenty a rostliny s mohutnou přízemní stonkovou hlízou. Mají nejčastěji pětičetné jednopohlavné květy v úžlabních květenstvích. Plody jsou bobule nebo tobolky. Hořkou chuť způsobuje obsah často jedovatých kukurbitacinů, které mohou způsobit akutní otravu.
Mnohé druhy tykvovitých jsou důležitými plodinami pěstovanými pro jedlé plody, například okurka, dýně, melouny, tykve. Další druhy jsou využívány na výrobu nádob a hudebních nástrojů nebo jako mycí houby. Mnohé mají také využití v medicíně.
V české květeně není žádný druh původní, široce ale zdomácněly dva druhy rodu posed (Bryonia).

## Popis

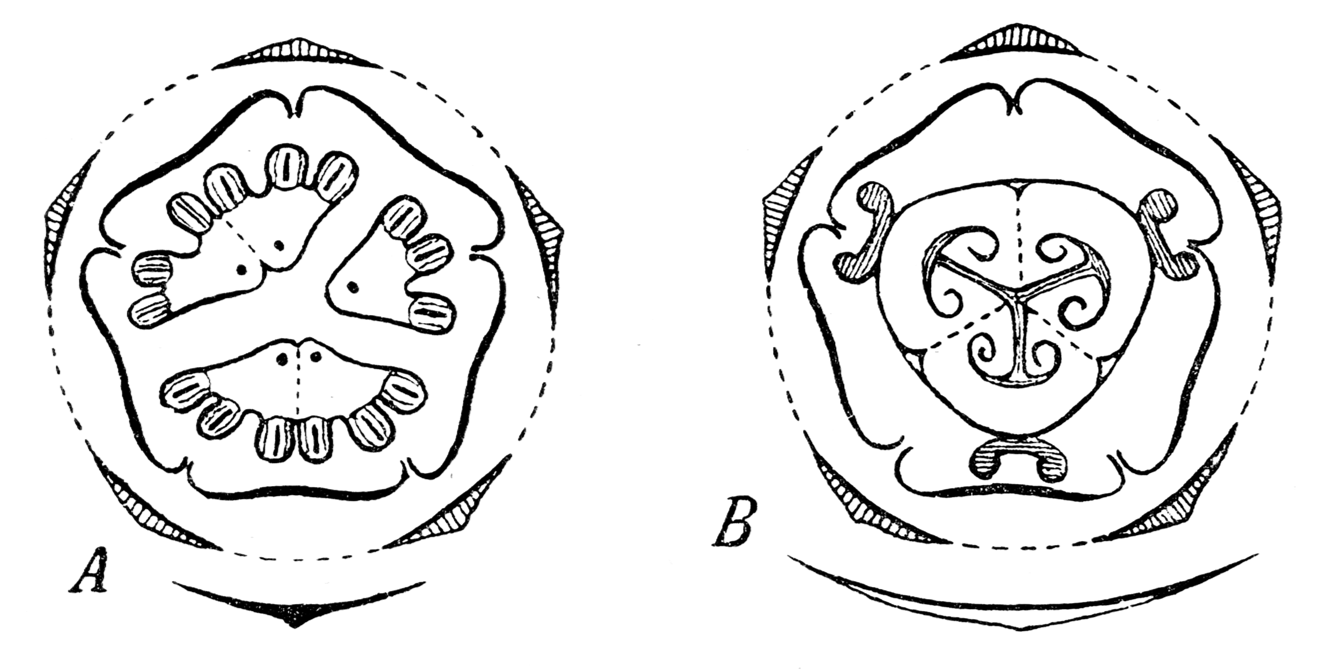
Květní diagram tykvice stříkavé (Ecballium elaterium) A samčí, B samičí květ

Tykvovité jsou jednoleté nebo vytrvalé byliny s popínavými nebo plazivými lodyhami, řidčeji liány s měkkým dřevem. Někteří zástupci mají velkou stonkovou hlízu, z jejíhož vrcholu vyrůstají popínavé lodyhy (např. americký rod Ibervillea a africké Gerrardanthus a Kedrostis). Druh Dendrosicyos socotranus z ostrova Sokotra má charakter robustního vzpřímeného sukulentu. Trnité stonky má např. africký druh Acanthosicyos horridus. Kořeny jsou tenké nebo hlízovitě či řepovitě ztlustlé. Stonky i listy jsou nejčastěji alespoň poněkud sukulentní. Rostliny jsou jednodomé nebo dvoudomé. Úponky jsou 2 až 3x větvené nebo jednoduché, vyrůstají po straně v paždí listů, u některých zástupců chybějí. Charakteristické jsou bikolaterální cévní svazky. Chlupy jsou jednoduché, často mineralizované, s cystolity na bázi. Listy jsou střídavé, jednoduché nebo řidčeji dlanitě složené (trojčetné listy mají např. některé druhy rodů Gurania, Helmontia, Psiguria), bez palistů. Čepel je často dlanitě laločnatá, s dlanitou žilnatinou. Květy jsou obvykle jednopohlavné, pravidelné (andreceum je nezřídka souměrné), s krátkou nebo prodlouženou češulí, jednotlivé nebo v úžlabních, často jednopohlavných květenstvích. Květy se často otevírají jen na jeden den. Samčí a samičí květy mohou být zcela odlišného vzhledu i velikosti. Kalich i koruna jsou většinou z 5 lístků (řidčeji 3 až 6). Kalich je na bázi srostlý v češuli, koruna je srostlá nebo volná. Tyčinek v samčích květech je primárně 5, často ovšem srůstají ve 2 nebo 3. Semeník samičích květů je polospodní až spodní, srostlý obvykle ze 3 plodolistů, s 1 nebo 3 komůrkami, s jedním až mnoha vajíčky a parietální nebo axilární placentací. Plodem je dužnatá nebo vysýchavá bobule, řidčeji tobolka. Nezralé plody jsou velmi hořké. Semena jsou plochá, bez endospermu. Pylová zrna jsou velká, u některých rodů (např. tykev – Cucurbita) mohou být jednotlivá zrna vidět pouhým okem.
Tykvovité při nízkých teplotách velmi rychle vadnou a odumírají. Nepříznivé klimatické podmínky nejčastěji přežívají v podobě semen nebo podzemního oddenku.
Květy jsou opylovány nejčastěji včelami, můrami, kolibříky a netopýry. Semena z dužnatých plodů jsou šířeny různými zvířaty. Bobule středomořské tykvice stříkavé (Ecballium elaterium) se za zralosti při sebemenším podnětu oddělují a prudce vystřikují kašovitý obsah se semeny. Bobule Cyclanthera explodens za zralosti explodují a rozstřikují semena do okolí.

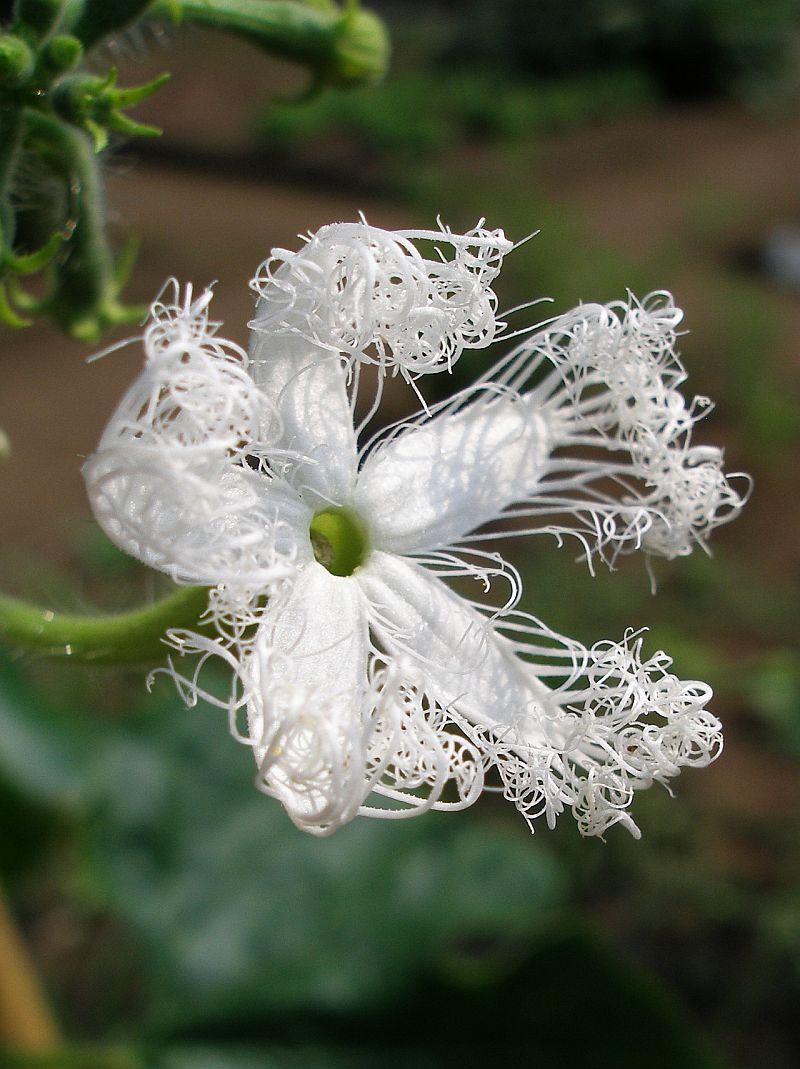
Trichosanthes cucumerina
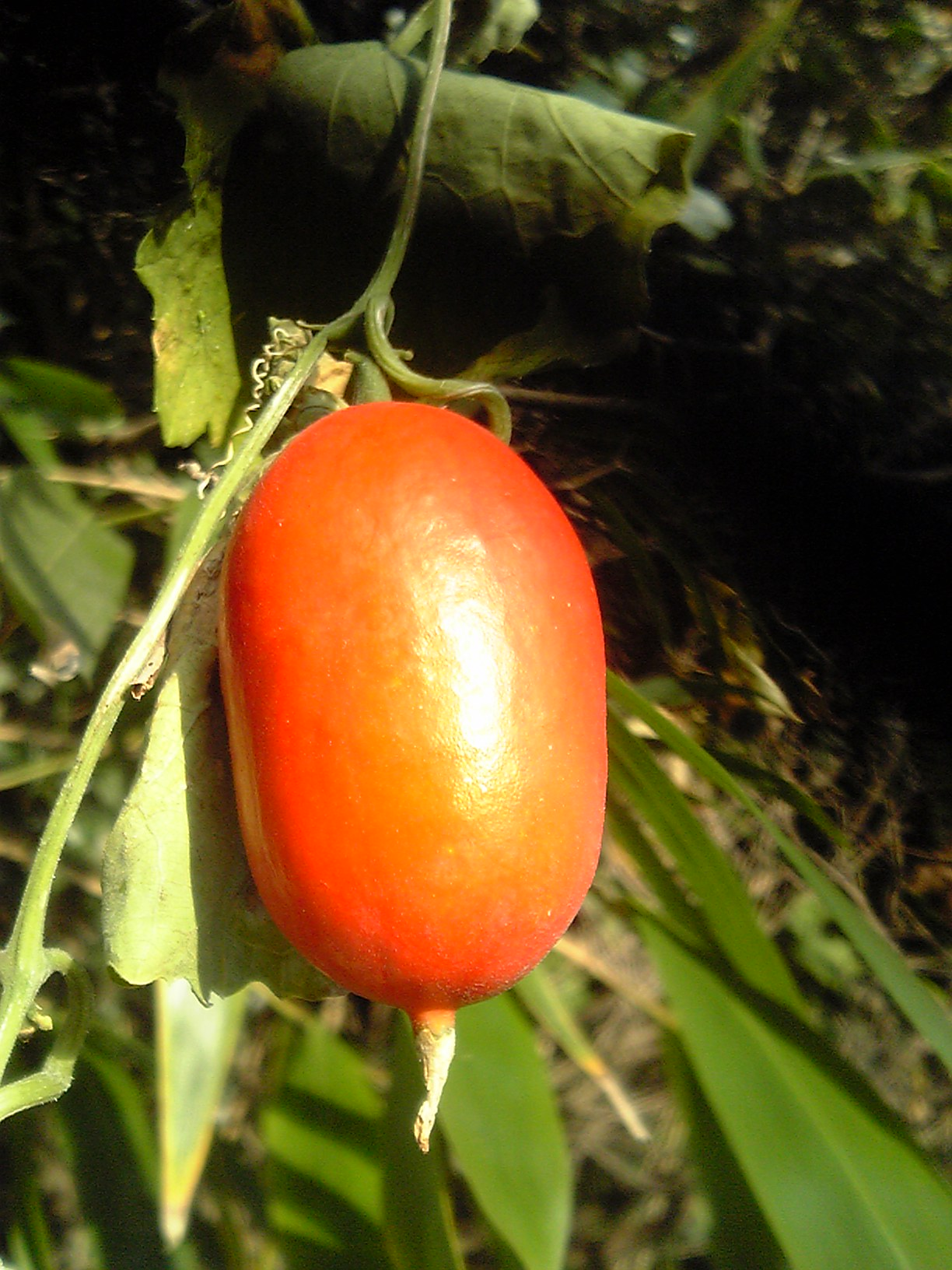
Trichosanthes cucumeroides
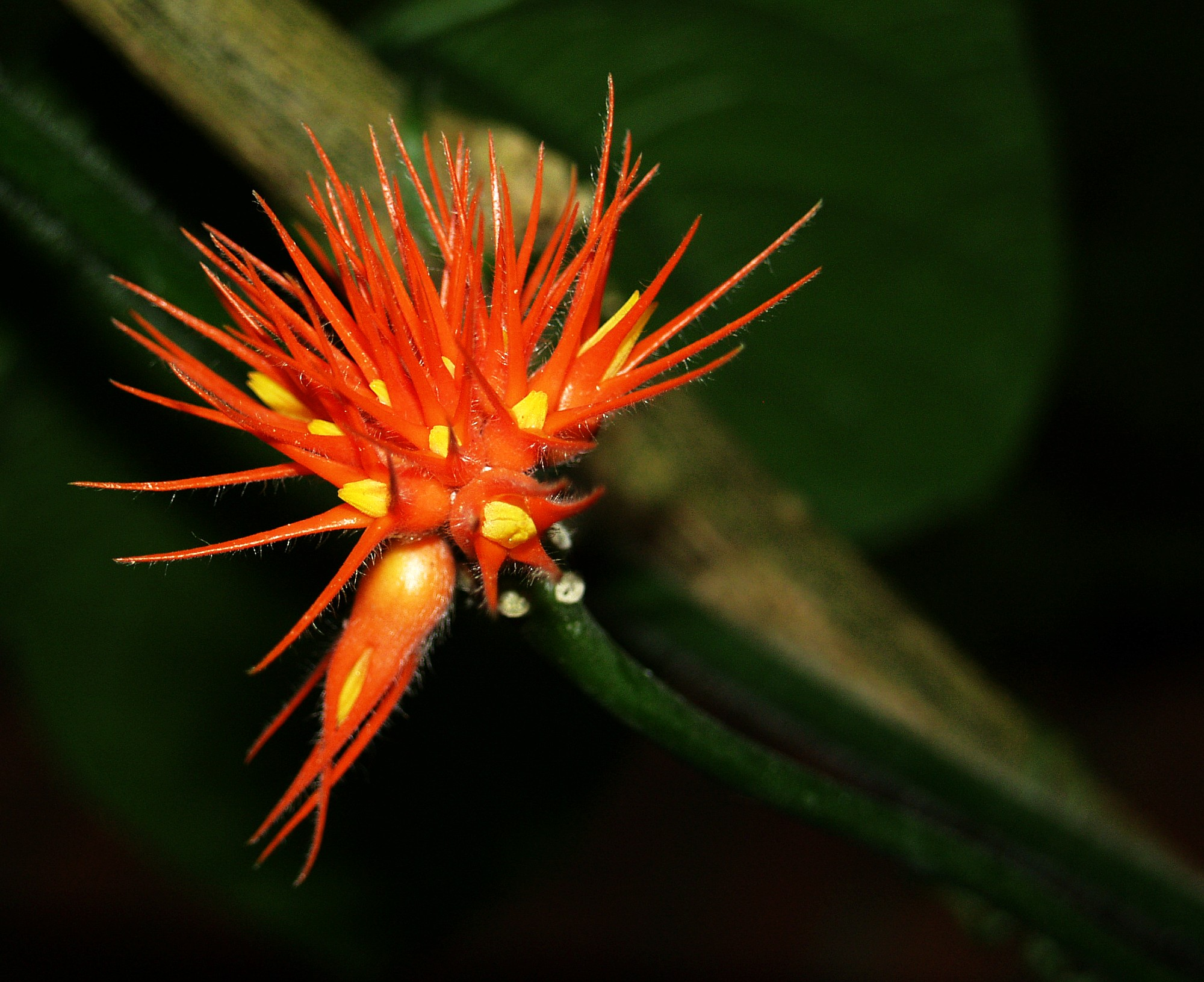
Květenství Gurania malacophylla
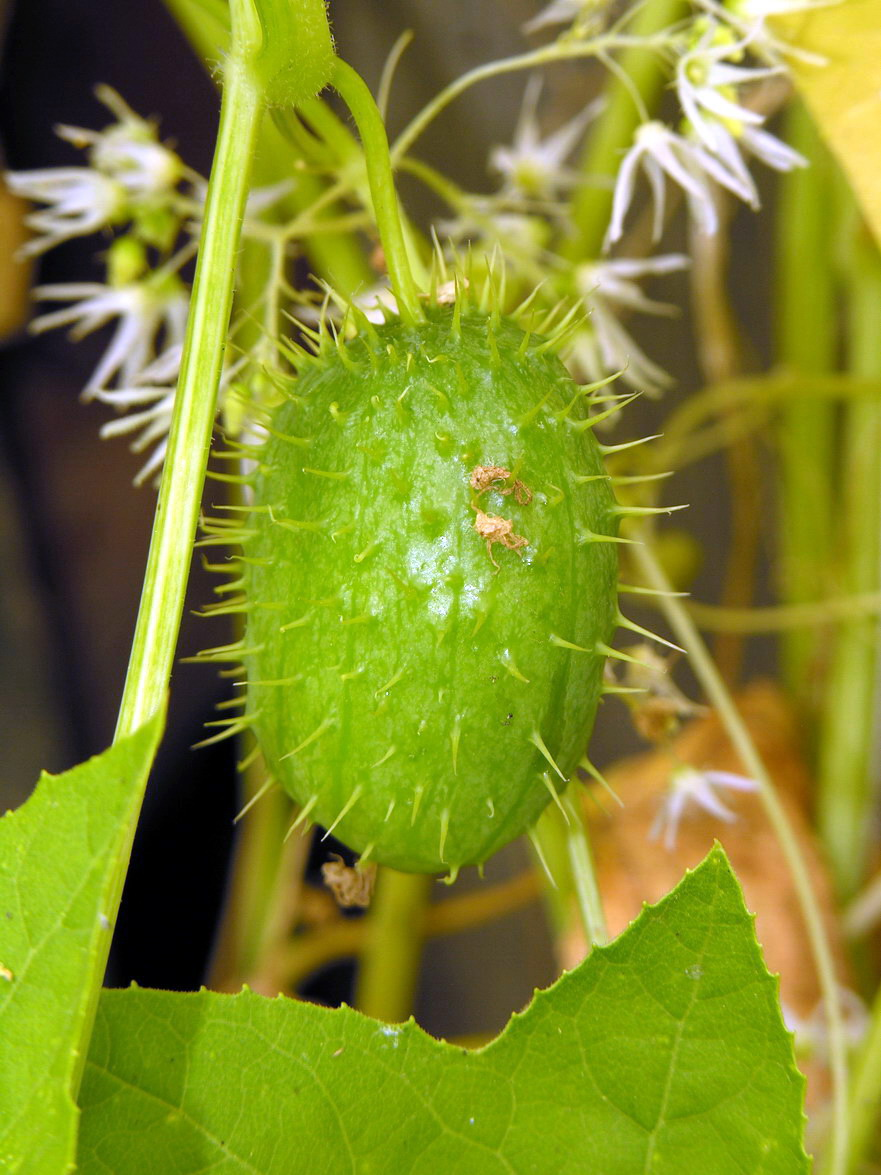
Plod štětince laločnatého (Echinocystis lobata)
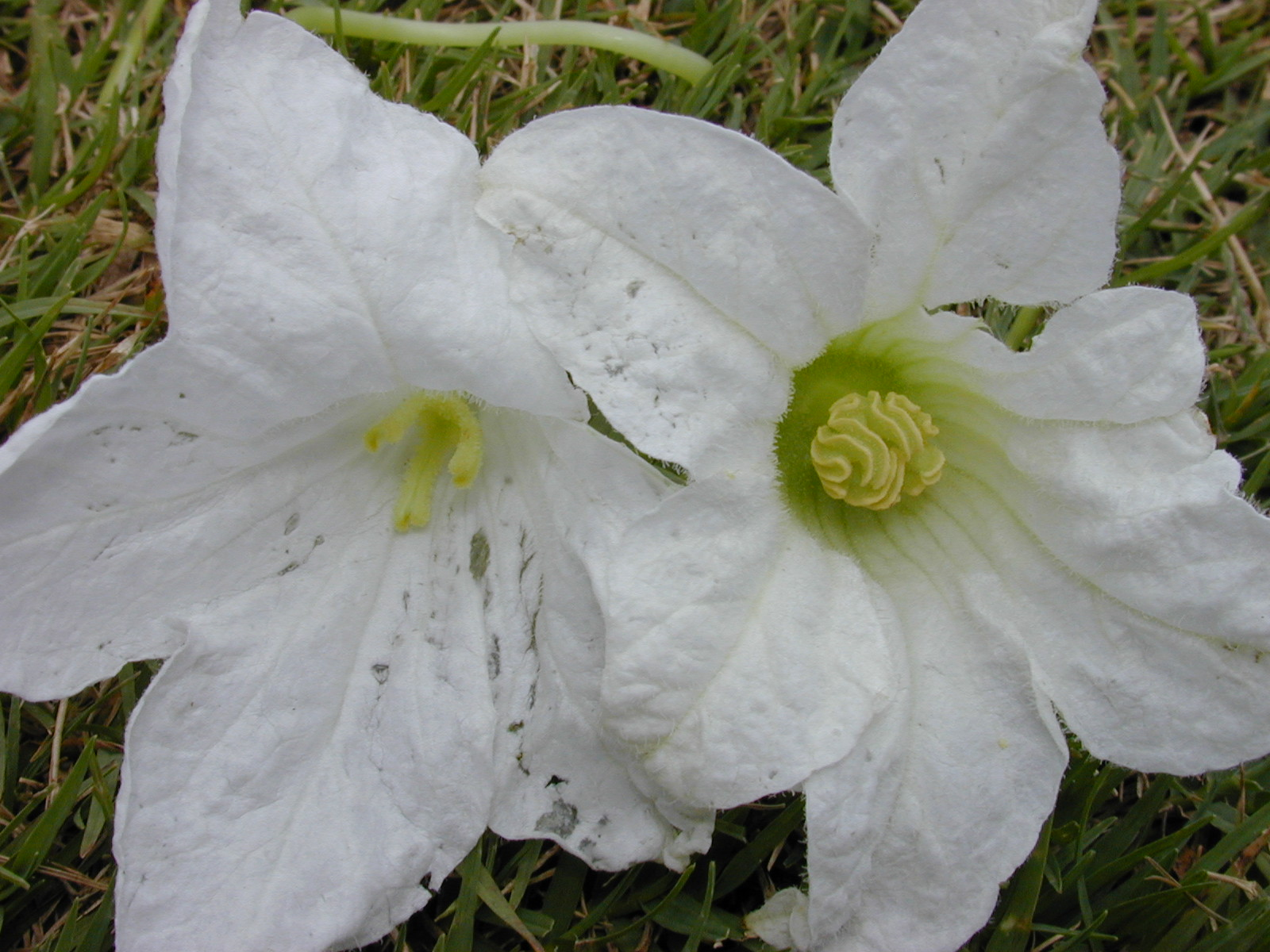
Samičí a samčí květ Coccinia grandis
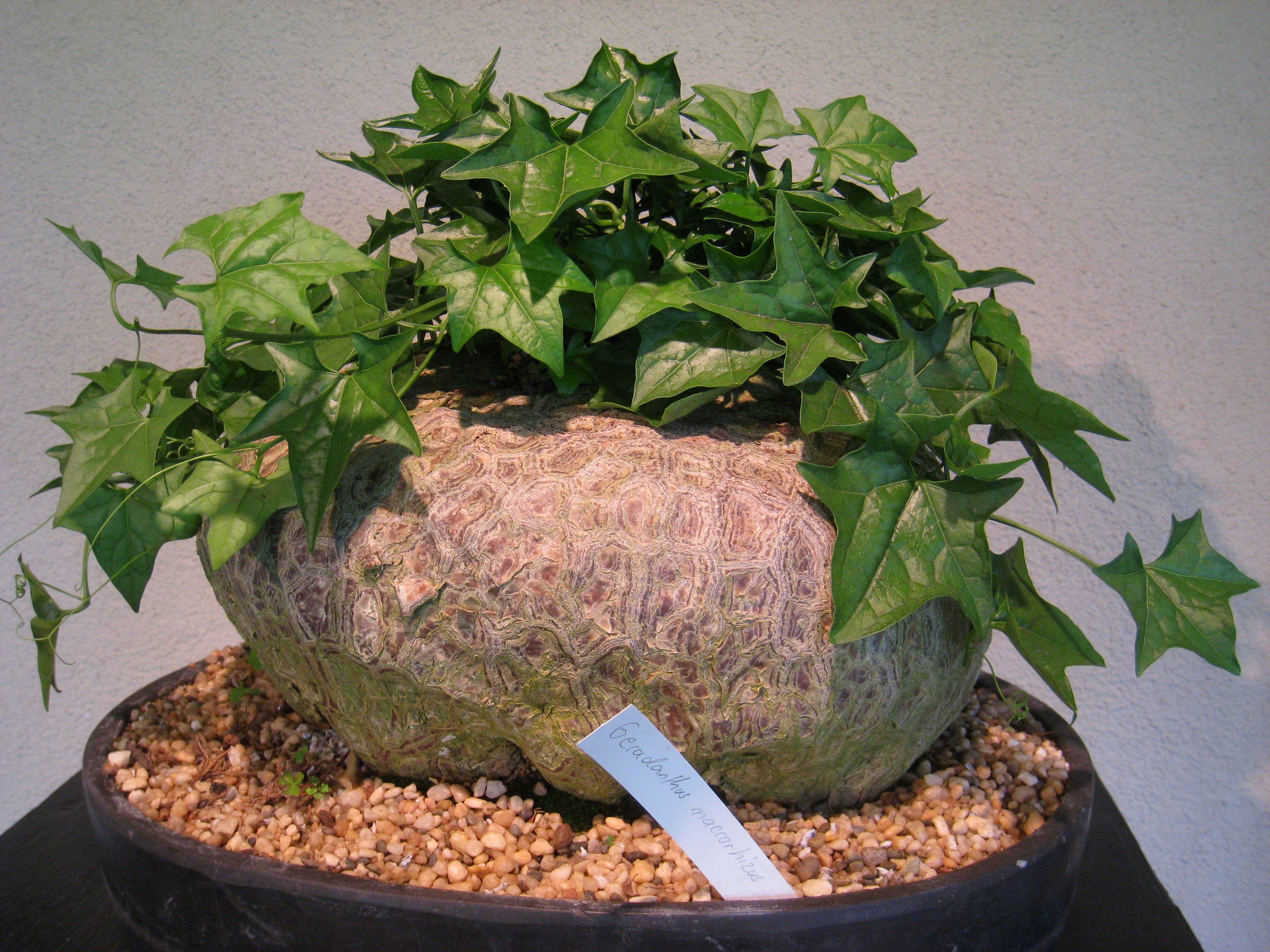
Gerrardanthus macrorhizus
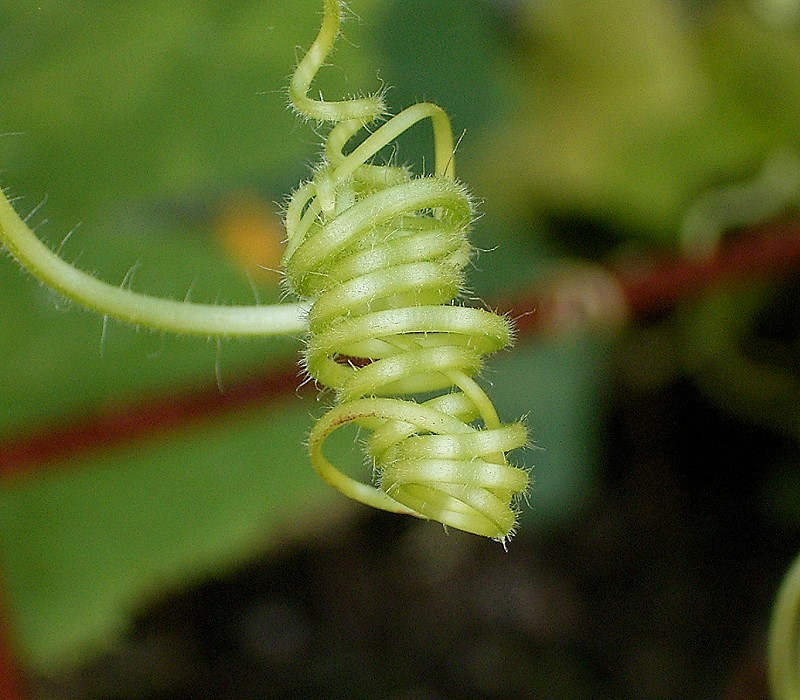
Úponek tykve obecné (Cucurbita pepo)
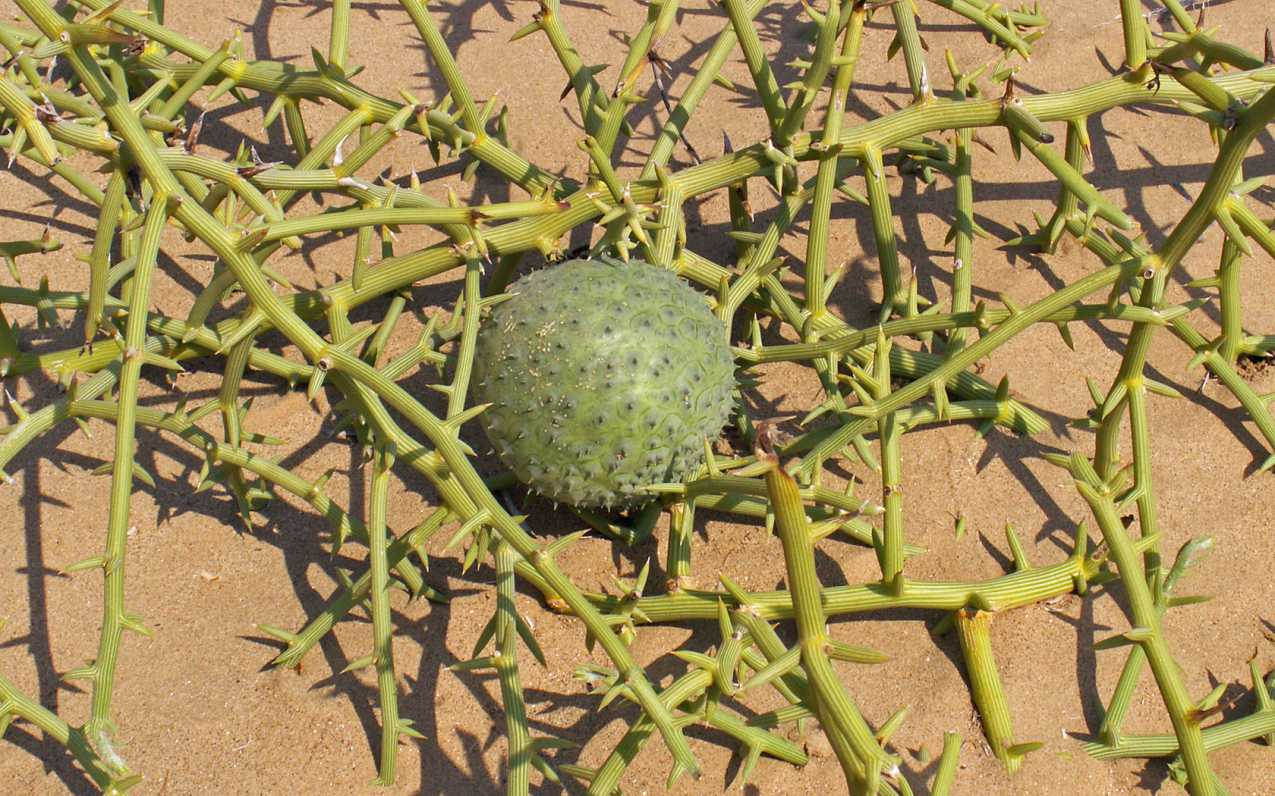
Acanthosicyus horridus

## Výskyt

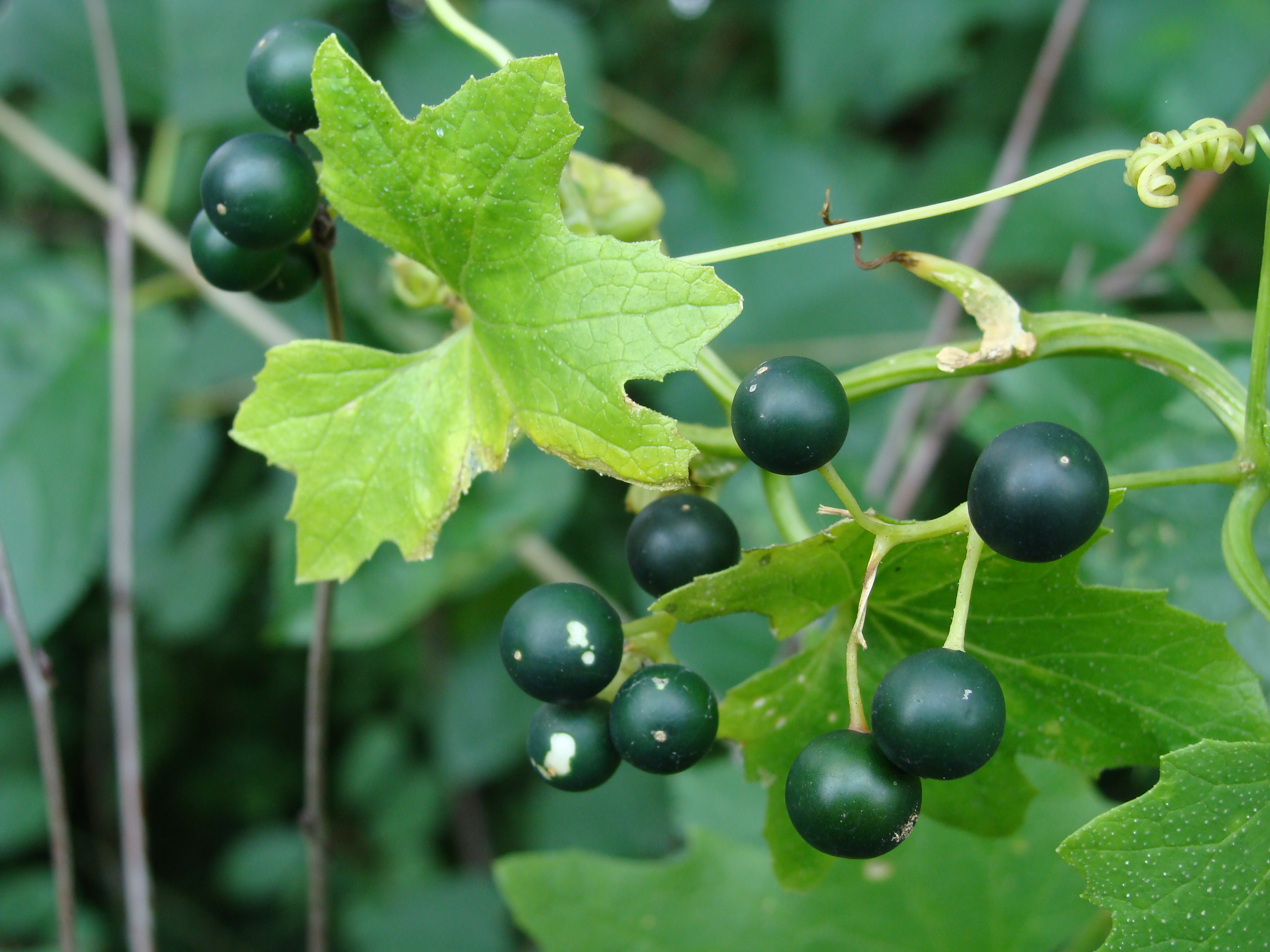
Posed bílý (Bryonia alba)

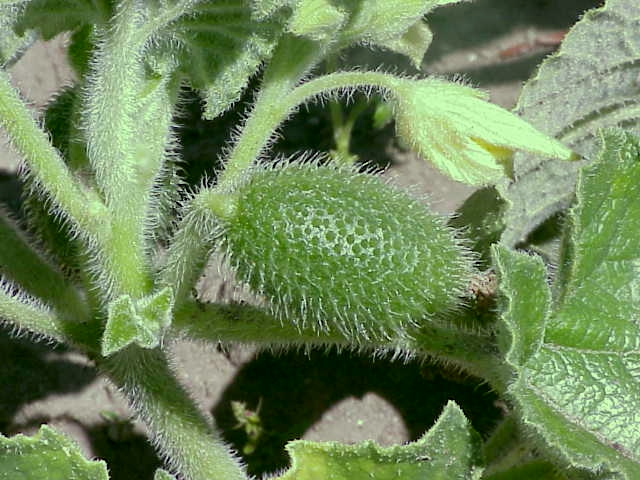
Tykvice stříkavá (Ecballium elaterium)

Čeleď má kosmopolitní rozšíření, chybí v polárních oblastech a v chladných částech mírného pásu. Největší diversity dosahuje v sušších oblastech Afriky.
V České květeně není žádný druh tykvovitých původní. Široce zdomácnělé jsou druhy posed bílý (Bryonia alba), pocházející z oblasti od jihovýchodní Evropy po Střední Asii, a posed dvoudomý (Bryonia dioica), rostoucí přirozeně ve Středomoří.
Vzácně zplaňují některé pěstované okrasné druhy: štětinec laločnatý (Echinocystis lobata), loubenka pochybná (Thladiantha dubia) a libenka hranatá (Sicyos angulata).
V teplejších oblastech České republiky jsou pro plody pěstovány okurka setá (Cucumis sativus), meloun cukrový (Cucumis melo), tykev obecná (Cucurbita pepo), tykev velkoplodá (Cucurbita maxima) a lubenice obecná (vodní meloun, Citrullus lanatus).
V Evropské květeně je původní mimo výše zmíněného rodu posed (Bryonia) ještě tykvice stříkavá (Ecballium elaterium), rostoucí ve Středomoří. Občas také zplaňuje severoafrická kolokvinta (Citrullus colocynthis), pěstovaná k medicínským účelům.

## Obsahové látky
Charakteristickými obsahovými látkami jsou zejména tetracyklické triterpenoidy zvané kukurbitaciny, extrémně hořké látky jedovaté pro většinu obratlovců i bezobratlých.
Hojně jsou zastoupeny také pentacyklické triterpenoidní saponiny.

## Taxonomie
Čeleď tykvovité byla v minulosti řazena do řádu tykvotvaré – Cucurbitales (v Tachtadžjanově a Dahlgrenově systému) nebo violkotvaré – Violales (Cronquistův systém). Jedná se o jasně monofyletickou skupinu, což dokazují i molekulární výsledky.
Dříve byla tato čeleď na základě čnělek (volné versus srostlé ve sloupek) dělena na dvě podčeledi: Zanonioideae (18 rodů) a Cucurbitoideae (asi 100 rodů). Toto dělení bylo však zpochybněno.
Podle kladogramů APG jsou tykvovité bazální čeledí větve tykvotvarých zahrnující ještě čeledi kysalovité (Begoniaceae), Datiscaceae a Tetramelaceae.

## Zástupci
- beninkasa (Benincasa)
- čajot (Sechium)
- gynostema (Gynostemma)
- hodgsonie (Hodgsonia)
- korila (Cyclanthera)
- kulovec (Gerrardanthus)
- lagenárie (Lagenaria)
- libenka (Sicyos)
- loubenka (Thladiantha)
- lubenice (Citrullus)
- lufa (Luffa)
- meloun (Cucumis)
- momordika (Momordica)
- naras (Acanthosicyos)
- okurka (Cucumis)
- okurkovka (Cucumeropsis)
- posed (Bryonia)
- sikana (Sicana)
- štětinec (Echinocystis)
- telferie (Telfairia)
- tykev (Cucurbita)
- tykvice (Ecballium)
- vlasokvět (Trichosanthes), též okurkovec[8]

## Význam
Mnohé druhy tykvovitých náleží mezi důležité plodiny, některé byly domestikovány již v dávných dobách.

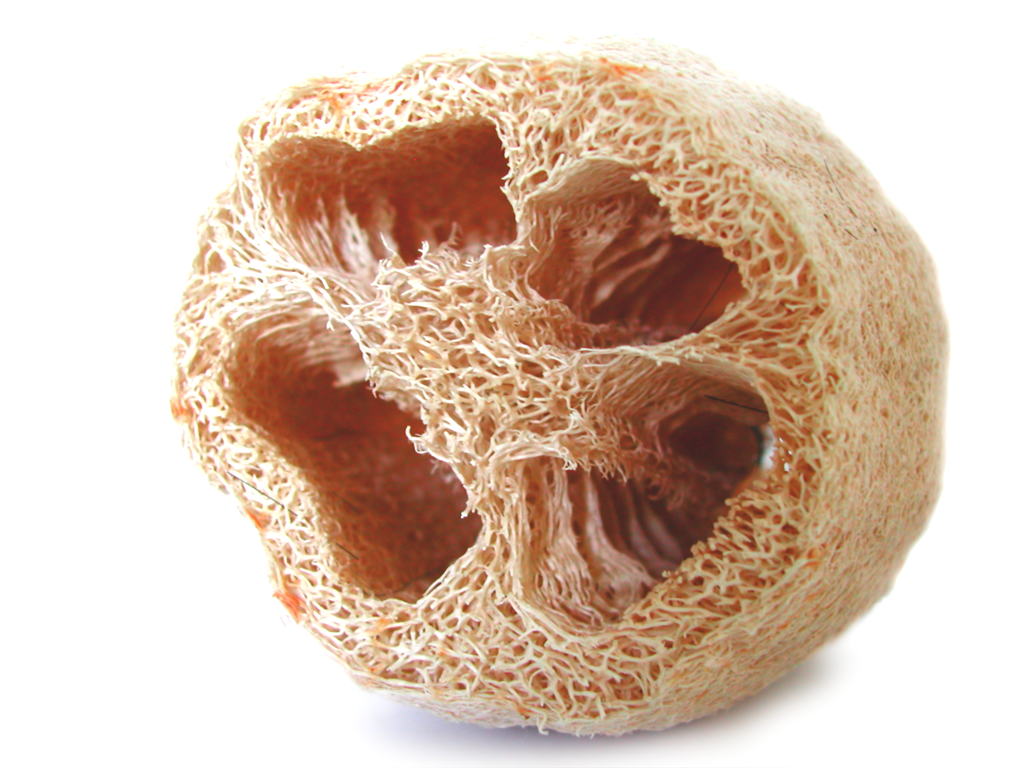
Mycí houba z lufy (Luffa sp.)

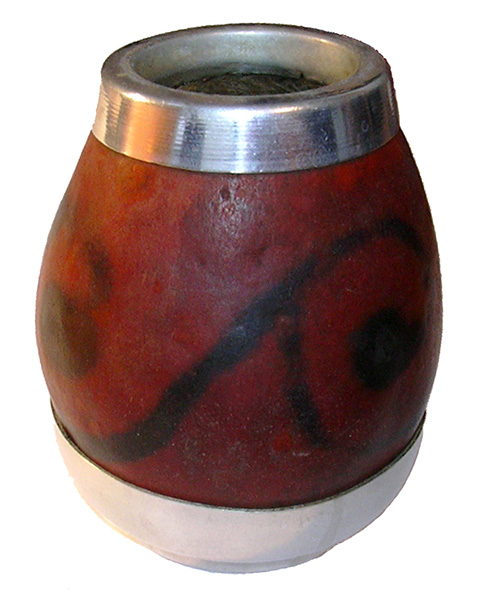
Nádobka na maté z plodu Lagenaria siceraria

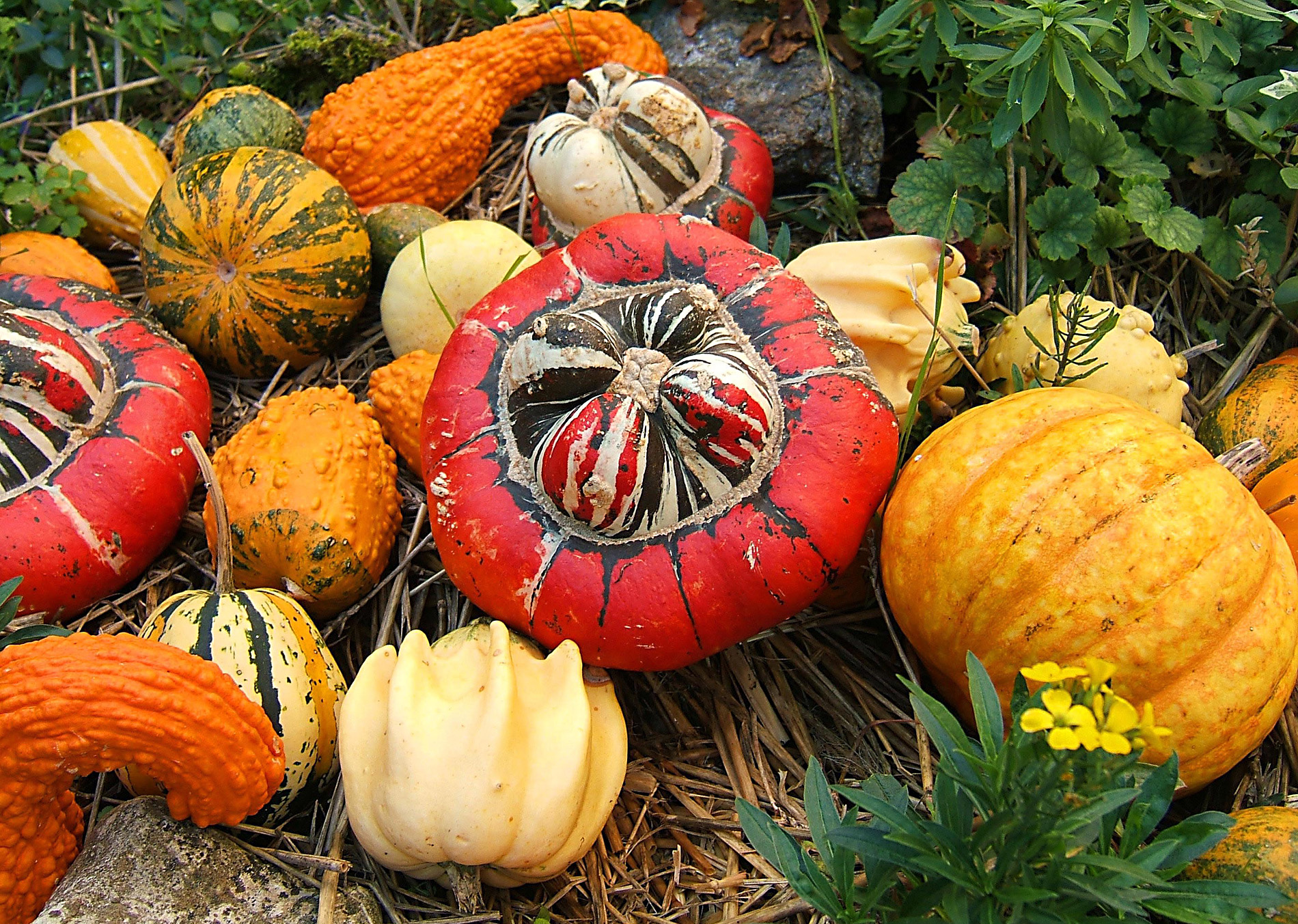
Ozdobné kultivary tykve obecné (Cucurbita pepo)

Okurka setá (Cucumis sativus) je domácí v severovýchodní Indii na úpatí Himálaje. Pěstovány jsou i africké druhy tohoto rodu, např. angurie (Cucumis anguria) a kiwano (Cucumis metuliferus).
Meloun vodní (Citrullus lanatus) pochází z jihozápadní Afriky, dnes se pěstuje v mnoha odrůdách po celém světě.
Rod tykev (Cucurbita) pochází z tropické Ameriky. Mimo nejrozšířenějšího druhu tykev obecná (cuketa, Cucurbita pepo) je pěstována tykev velkoplodá (Cucurbita maxima), tykev pižmová (Cucurbita moschata), tykev fíkolistá (Cucurbita ficifolia) a další.
Meloun cukrový (Cucumis melo) pochází pravděpodobně z východní Afriky, v Egyptě je pěstován již po tisíciletí.
V tropech a subtropech je pro velké plody pěstována beninkasa voskonosná (Benincasa hispida), pocházející z jihovýchodní Asie. Plody vydrží dlouho čerstvé, dužnina má spíše neurčitou chuť. Ze semen se lisuje stolní olej, vosk z povrchu plodů se používá na výrobu svíček. Čajot (Sechium edule) je starou kulturní plodinou Mayů, Aztéků a dalších indiánských kmenů na území Mexika.
Dnes je pěstován v tropech a subtropech celého světa. Využívány jsou plody i škrobnaté kořenové hlízy. Podobné, ale menší plody poskytuje také takako (Polakowskia tacaco), rostoucí ve Střední Americe. V Indii jsou rozšířenou zeleninou nezralé plody vlasokvětu Trichosanthes dioica, nazývané parval.
Místní význam mají i plody mnohých jiných tykvovitých, např. asijských druhů Coccinia grandis a Trichosanthes anguina, africké Cucumeropsis edulis, jihoamerická korila (Cyclanthera pedata), Sicana odorifera a Sicana sphaerica. Jedlé jsou také mladé plody lagenárie (Lagenaria siceraria), momordiky (Momordica charantia, M. cochinchinensis), lufy válcovité (Luffa cylindrica) a lufy ostrohranné (Luffa acutangula).

V tropické Africe jsou pěstovány pro semena Telfairia pedata a Telfairia occidentalis. Semena mají chuť mandlí, jsou konzumována přímo, nebo je z nich lisován olej.
Jedlá jsou semena i dužnina trnitého jihoafrického keře Acanthosicyos horrida.
Druh Hodgsonia macrocarpa je v Asii omezeně pěstován pro velká semena obsahující až 80% tuku.
Plody lagenárie (Lagenaria siceraria) jsou po odstranění dužniny využívány jako nádoby a k výrobě hudebních nástrojů. Druh pochází z tropů Starého Světa (některé zdroje uvádějí jako pravlast Afriku, jiné jihovýchodní Asii), archeologické doklady o jeho využívání v Jižní Americe jsou staré staré i 6000 let. Některé přírodní národy v Africe, ve Venezuele a především na Nové Guineji používají dlouhé plody lagenárie jako pochvu na penis.
V tropické Americe jsou podobným způsobem na výrobu nádob využívány kulovité plody Posadea sphaerocarpa.
Vláknitý skelet plodů Luffa aegyptiaca má využití jako mycí houba.
Některé tykvovité jsou pěstovány jako okrasné rostliny, např. některé kultivary tykve obecné (Cucurbita pepo) s ozdobnými plody.

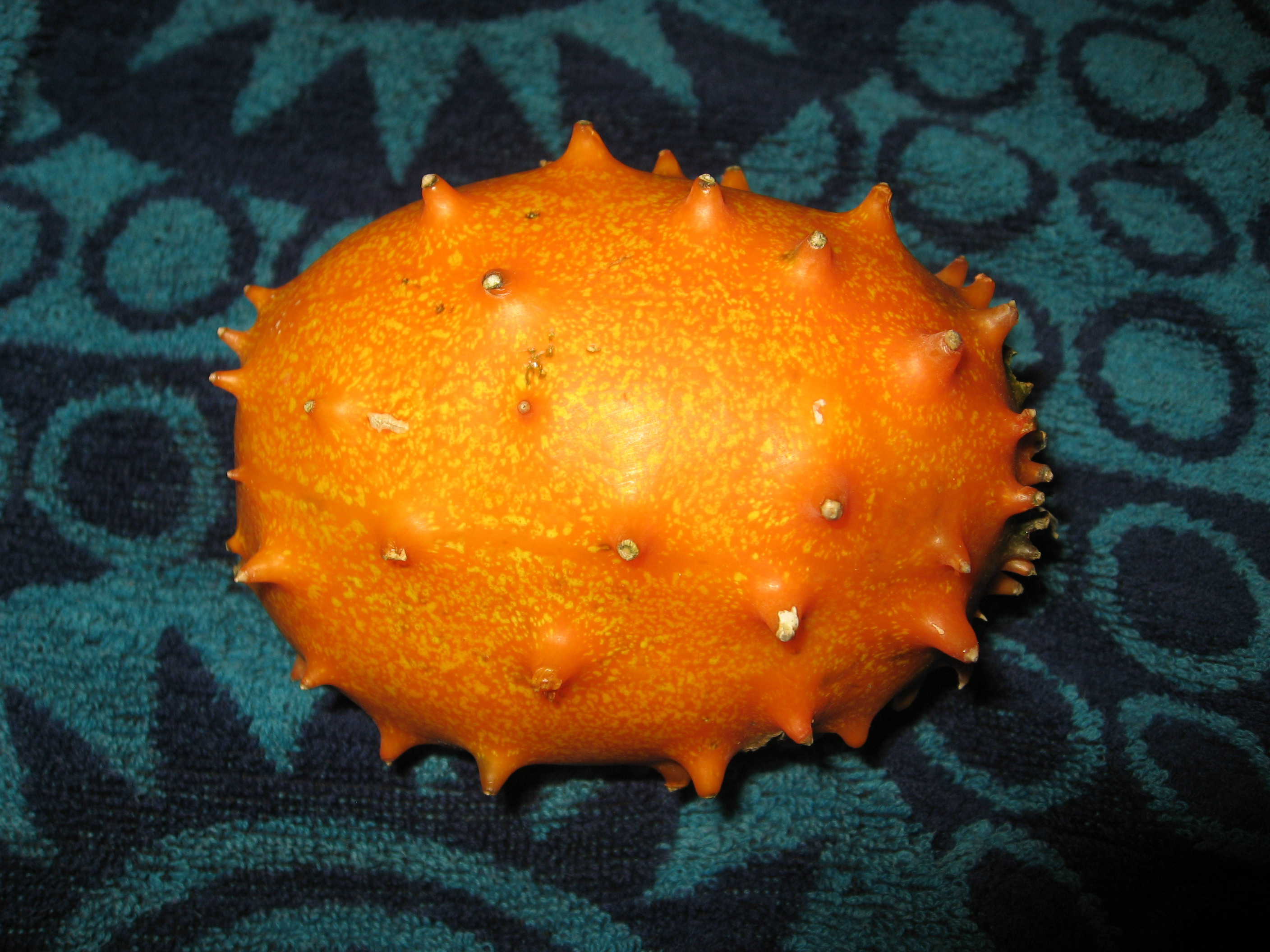
Kiwano (Cucumis metuliferus)
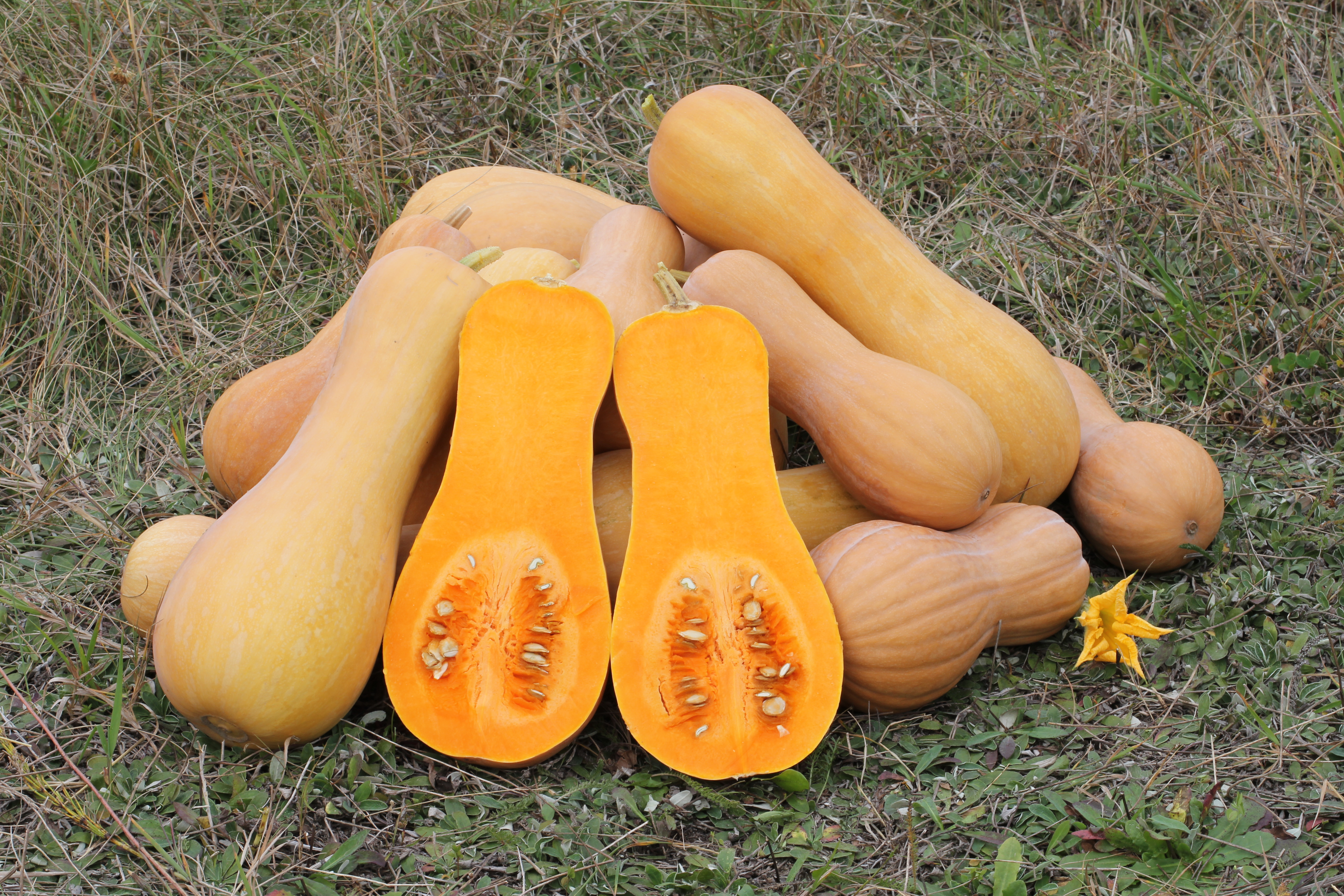
Tykev pižmová (Cucurbita moschata)
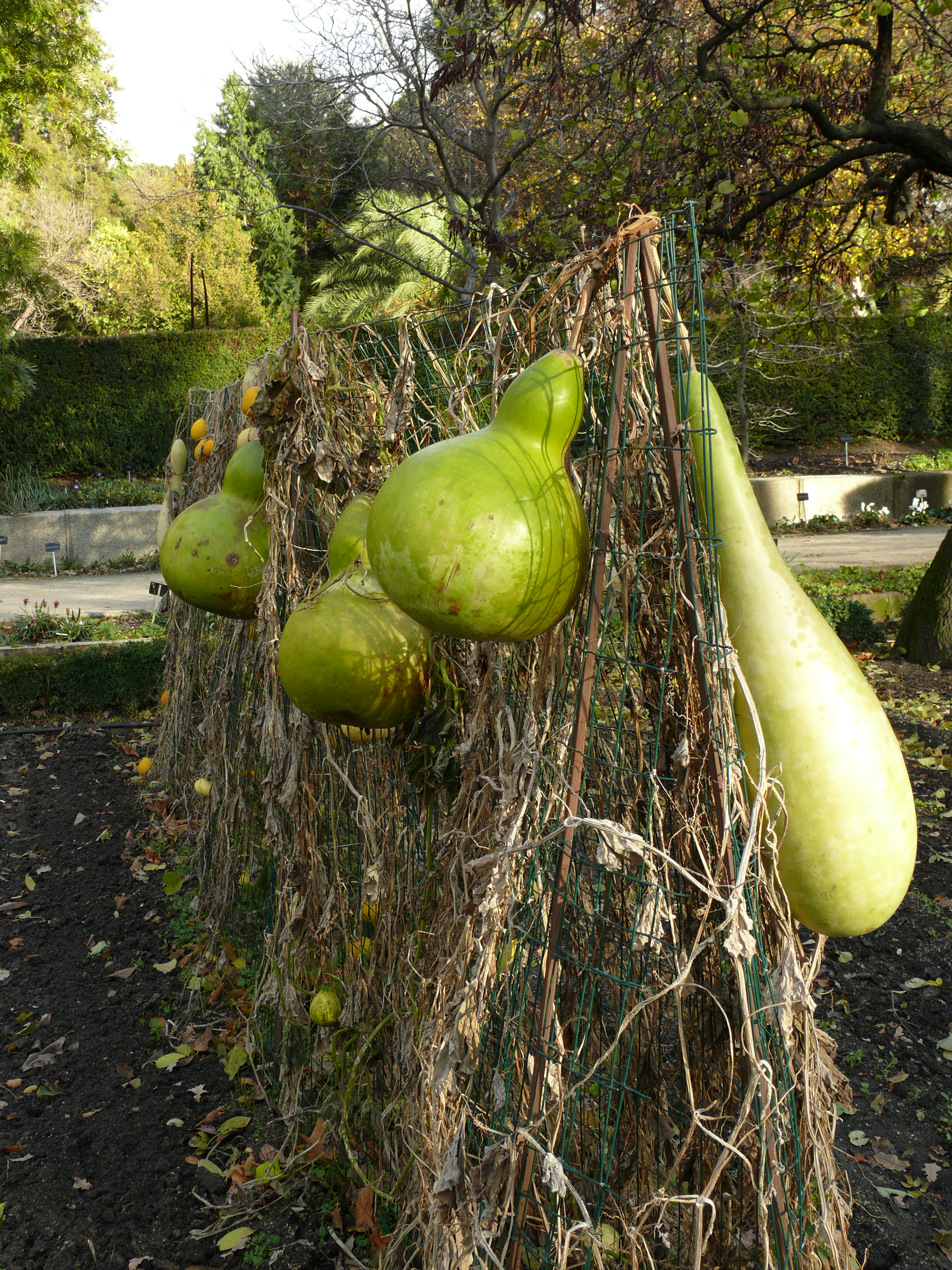
Plody lagenárie Lagenaria siceraria
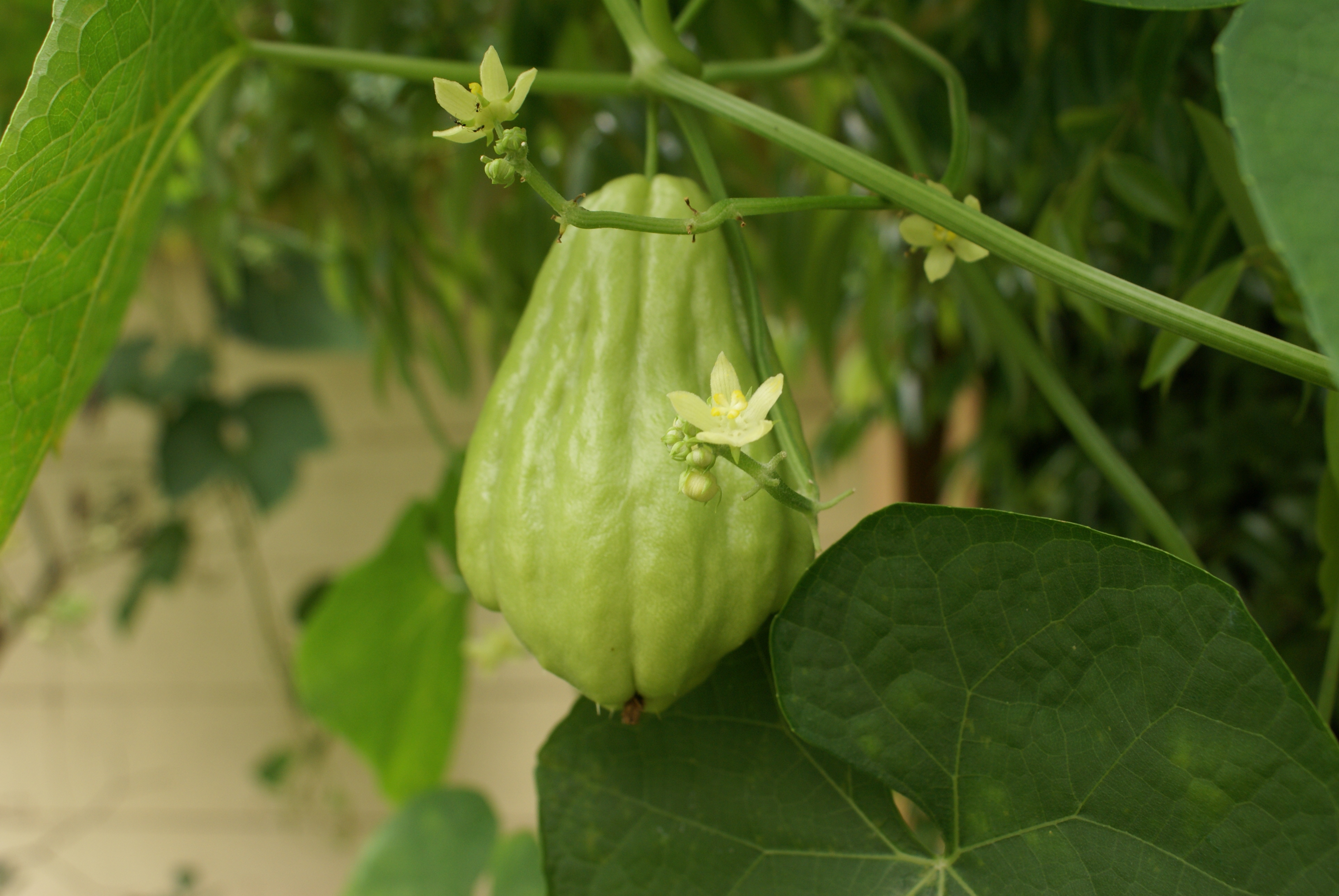
Čajot (Sechium edule)
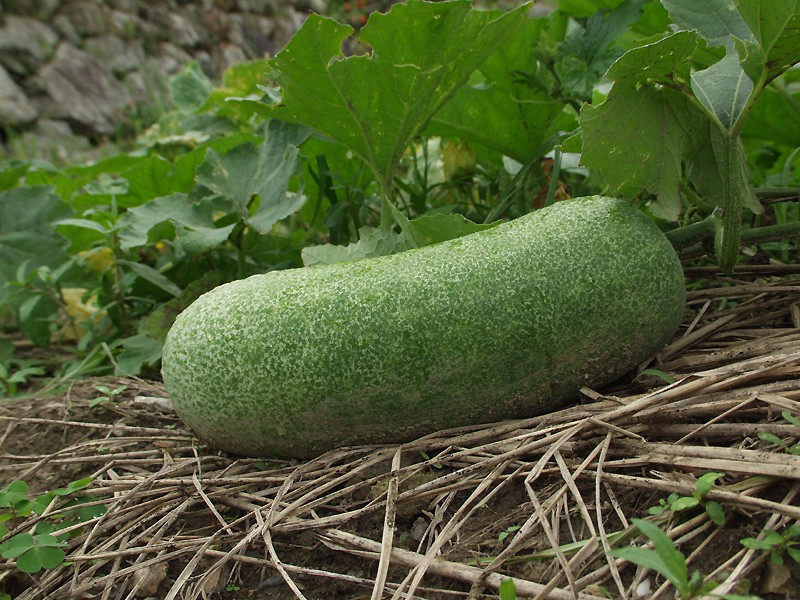
Beninkasa voskonosná (Benincasa hispida)
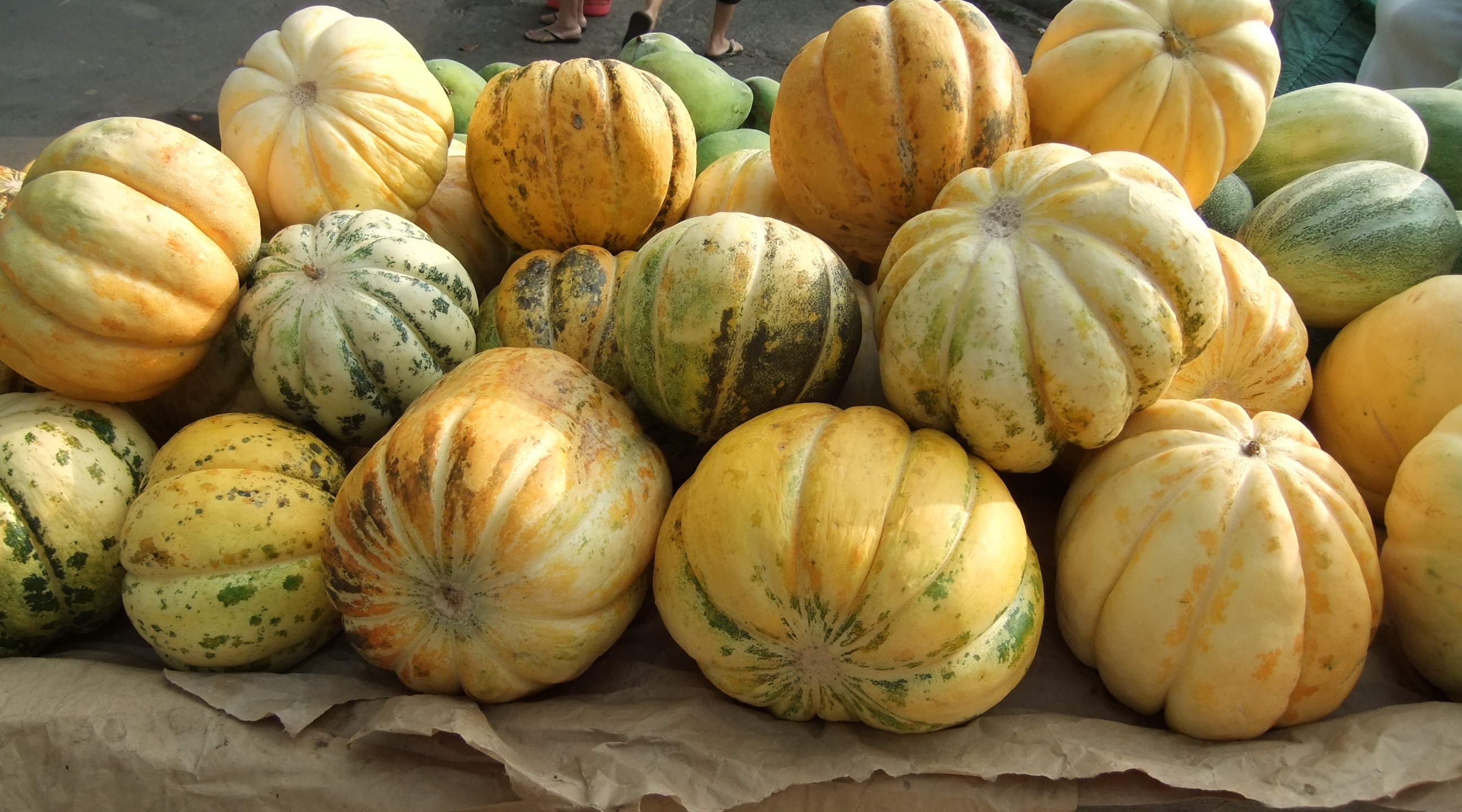
Meloun cukrový (Cucumis melo)
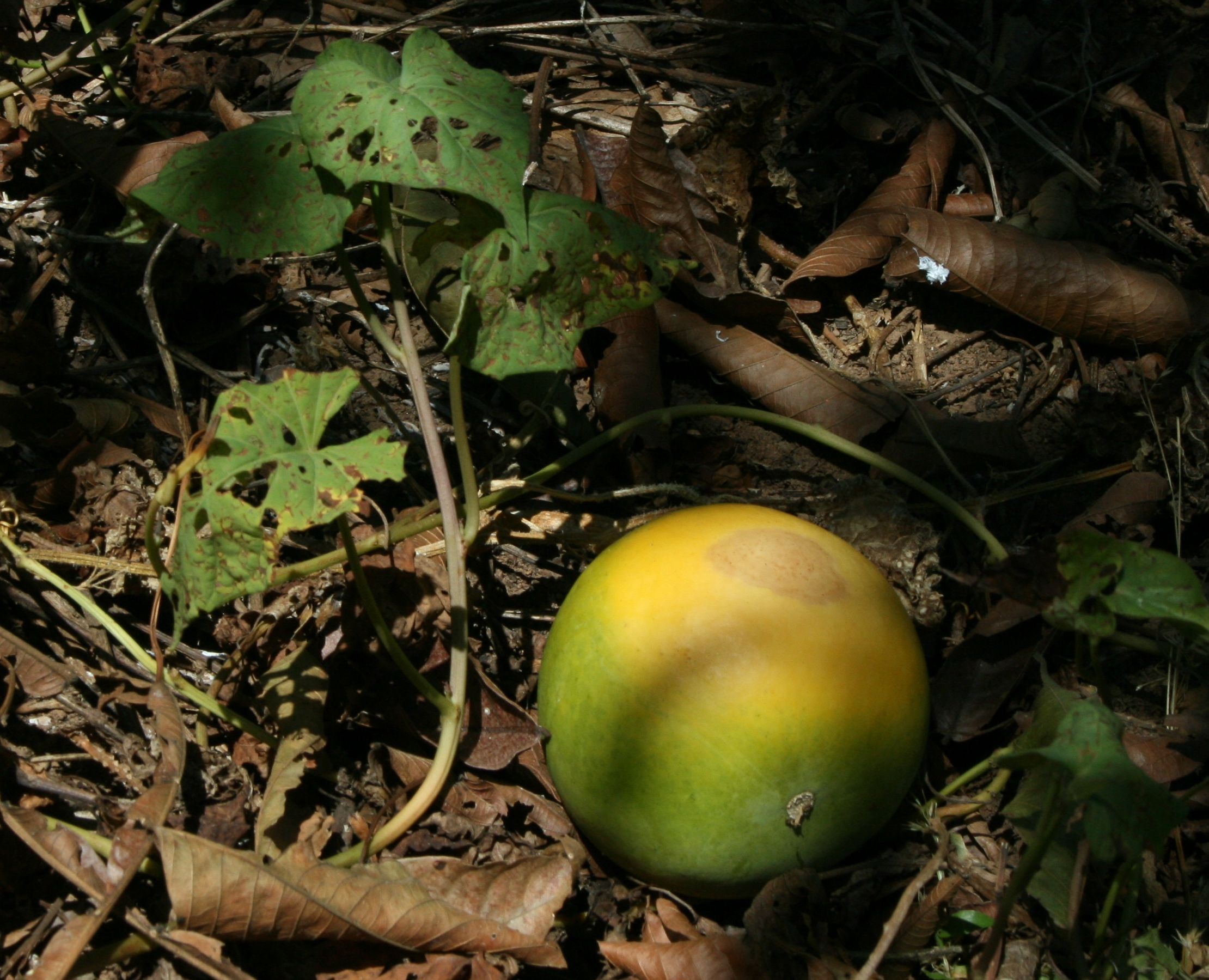
Posadea sphaerocarpa
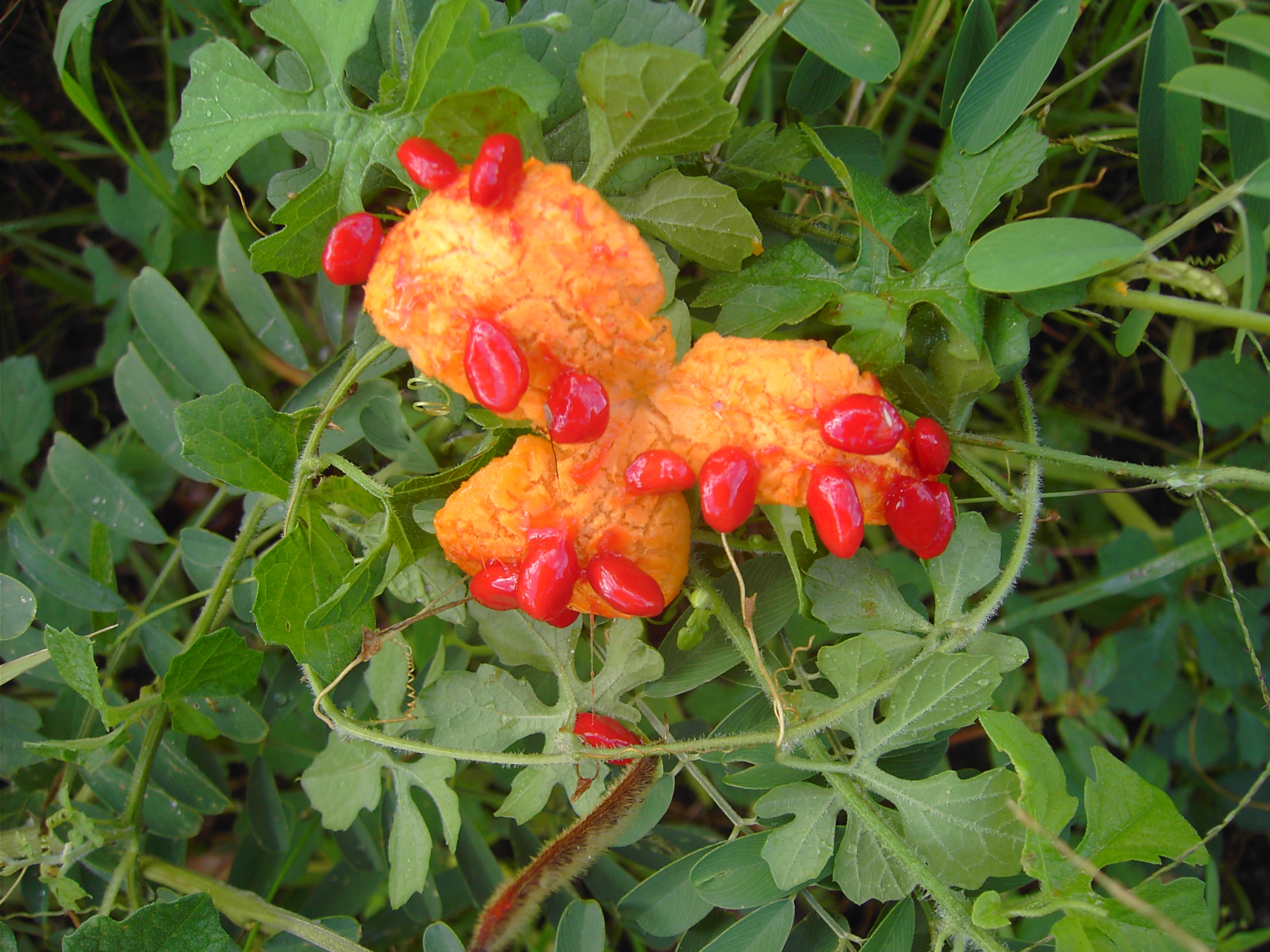
Plod momordiky Momordica charantia

## Lékařství a léčitelství
Mnoho druhů tykvovitých má lékařské využití. Posed bílý (Bryonia alba) a posed dvoudomý (Bryonia dioica) byly v minulosti používány v lidové medicíně jako laxativa, dnes jsou pro obsah kukurbitacinů chápány jako jedovaté.
Semena tykve obecné (Cucurbita pepo) obsahují olej, fytosteroly a kukurbitin (nebílkovinná aminokyselina) a jsou používány jako urologikum a prostatikum.
Hořké bobule kolokvinty (Citrullus colocynthis) ze severní Afriky obsahují glykosid kolocynthin a mají silně projímavý účinek.
Extrakt ze semen druhu Fevillea cordifolia, rostoucího v tropické Americe, slouží k neutralizaci hadího jedu.
Mezi další medicinálně využívané druhy patří čajot (Sechium edule), Coccinia grandis z tropů Starého Světa, středomořská tykvice stříkavá (Ecballium elaterium), v Americe tykev smrdutá (Cucurbita foetidissima) a Sicana odorifera, v Asii Gynostemma pentaphyllum, Hemsleya amabilis a Siraitia grosvenorii.
V čínské medicíně jsou využívány různé druhy rodu momordika (Momordica cochinchinensis, M. charantia a M. balsamina) při léčení abscesů, hemoroidů, zduřelých uzlin a poškození šlach.
Hlízy vlasokvětu Kirilovova (Trichosanthes kirilowii) obsahují polypeptid trichosanthin a byly v tradiční čínské a jihoasijské medicíně používány jako abortivum. V současnosti jsou studovány v souvislosti s léčením AIDS.
V čínské medicíně je dnes vlasokvět používán při kašli, zácpě a dalších obtížích.

## Seznam rodů
Čeleď zahrnuje asi 850 druhů ve 118 rodech.
Abobra,
Acanthosicyos,
Actinostemma,
Alsomitra,
Ampelosicyos,
Apodanthera (vč. Melothrianthus),
Austrobryonia,
Baijiania,
Bambekea,
Bayabusua,
Benincasa,
Blastania (vč. Ctenolepis),
Bolbostemma,
Borneosicyos,
Brandegeea,
Bryonia,
Calycophysum,
Cayaponia,
Cephalopentandra,
Ceratosanthes,
Cionosicys,
Citrullus (vč. Pseudocucumis),
Coccinia,
Cogniauxia,
Corallocarpus,
Cucumis,
Cucurbita,
Cucurbitella,
Cyclanthera,
Cyclantheropsis,
Dactyliandra,
Dendrosicyos,
Diplocyclos,
Doyerea,
Ecballium,
Echinocystis,
Echinopepon,
Eureiandra,
Fevillea,
Gerrardanthus,
Gomphogyne,
Gurania,
Gynostemma,
Halosicyos,
Hanburia,
Helmontia,
Hemsleya,
Herpetospermum,
Hodgsonia,
Hymenosicyos,
Ibervillea (vč. Dieterlea, Tumamoca),
Indofevillea,
Indomelothria,
Kedrostis,
Khmeriosicyos,
Lagenaria,
Lemurosicyos,
Linnaeosicyos,
Luffa,
Marah,
Melothria,
Microsechium,
Momordica,
Muellerargia,
Neoalsomitra,
Nothoalsomitra,
Oreosyce,
Papuasicyos,
Parasicyos,
Penelopeia,
Peponium,
Peponopsis,
Polyclathra,
Psiguria,
Pteropepon,
Raphidiocystis,
Ruthalicia,
Schizocarpum,
Schizopepon,
Scopellaria,
Sechiopsis,
Selysia,
Seyrigia,
Sicana,
Sicydium,
Sicyocaulis,
Sicyos (vč. Sechium),
Sicyosperma,
Sinobaijiania,
Siolmatra,
Siraitia,
Solena,
Tecunumania,
Telfairia,
Thladiantha,
Trichosanthes,
Trochomeria,
Trochomeriopsis,
Wilbrandia,
Xerosicyos,
Zanonia,
Zehneria